# 小行星3418
小行星3418（英語：3418 Izvekov）是一颗围绕太阳公转的小行星。1973年8月31日，塔瑪拉·米哈伊洛夫那·斯米爾諾娃在克里米亚发现了此天体。
这颗小行星的绝对星等为283.97716等。